# Piet Meerburg
Pieter Adriaan (Piet) Meerburg (De Bilt, 1 september 1919 – Amsterdam, 11 april 2010) was een Nederlands verzetsstrijder betrokken bij het redden van Joodse kinderen, en een vooraanstaand theaterondernemer in Amsterdam.

## Verzetswerk
Als rechtenstudent in Amsterdam zette Meerburg samen met andere studenten, onder wie zijn verloofde Hansje van Loghem, de Amsterdamse Studenten Groep op. Dit was een verzetsgroep die onderduikadressen verzorgde voor Joodse kinderen, meestal afkomstig uit de crèche tegenover de Hollandsche Schouwburg. De groep werkte nauw samen met het Utrechts Kindercomité. Enkele personen die hiertoe behoorden of ermee in verband stonden waren Gisela Söhnlein, Hetty Voûte, Geert Lubberhuizen, Geke Linker, Wouter van Zeytveld en de kinderarts Hein Fiedeldij Dop.
Meerburg onderhield contact met Walter Süskind, de beheerder van het verzamelcentrum voor Joden die waren opgeroepen voor deportatie, dat de Hollandsche Schouwburg toen was. Meerburg werkte daartoe ook samen met de kinderreddersgroep NV uit Amsterdam. Naar schatting, onder meer door onderzoeker Bert Jan Flim, moeten Meerburg en anderen ongeveer 500 tot 700 kinderen hebben gered, die voor een groot deel in Limburg of Friesland terechtkwamen. Gisela Wieberdink-Söhnlein, eveneens lid van de Utrechtse groep, stelt dat het er 1100 zijn geweest. 
Na de oorlog heeft Meerburg altijd kritiek gehad op de Nederlandse regering in Londen, zoals hij die ook heeft herhaald in een televisie-interview met de VPRO. Hij verweet de regering te weinig informatie over het lot van de Joden te hebben doorgegeven, hoewel volgens Meerburg de regering al vroegtijdig op de hoogte was van de plannen van de nazi's voor de Endlösung der Judenfrage (vernietiging van de Joden). Meerburg claimde dat anders veel meer Joodse ouders bereid zouden zijn geweest hun kinderen voor onderduik af te staan.
Dr L. de Jong noemt in Het Koninkrijk der Nederlanden in de Tweede Wereldoorlog Meerburg slechts in het voorbijgaan; meer recht werd hem gedaan door dr. A.P.M. Cammaert in zijn uitvoerige studie over het verzet in Limburg, Het verborgen front, dissertatie RUG 1994. In 1996 vertelde Piet Meerburg zijn levensverhaal aan het USC Shoah Foundation Institute dat in 1994 is opgericht door Steven Spielberg. Dit verhaal is opgenomen in de Collectie 2000 Getuigen Vertellen in het Joods Historisch Museum.

## Bioscopen
Aan het eind van de oorlog richtte Meerburg in Amsterdam de Studenten Oppascentrale en de studentenbioscoop Kriterion op. Dit theater wordt ook nu nog door studenten geëxploiteerd.
Na de oorlog heeft Meerburg van film en theater zijn beroep gemaakt. Zo was hij een van de oprichters van het Nederlands Historisch Filmarchief, de voorloper van het huidige Filmmuseum, en had hij daar in het eerste jaar ook de functie van directeur. Hij richtte ook een eigen bedrijf op, Meerburg Theaters, waarmee hij tientallen filmzalen in heel Nederland exploiteerde, en ook enkele in België. Uiteindelijk verkocht hij het bedrijf in 1984. Tegenwoordig zijn veel van deze bioscopen in handen van Pathé. Wel bleef Meerburg tot eind jaren negentig theater De Uitkijk in Amsterdam beheren.

## Theaters
In de jaren vijftig was Meerburg, naast theaterexploitant, samen met Wim Sonneveld en Paul Kijzer, ook directeur van het Nieuwe de la Mar Theater. Daarbij produceerde Meerburg ook zelf musicals en toneelstukken. De bekendste voorbeelden daarvan zijn: My Fair Lady, Oliver, Het dagboek van Anne Frank en Heerlijk duurt het langst.
Meerburg bleef directeur en eigenaar, tot in 1987 de gemeente Amsterdam de exploitatie van het Nieuwe de la Mar-theater overnam.

## Onderscheiding
Voor zijn verzetswerk kreeg Meerburg onder meer de hoge Yad Vashem-onderscheiding. 
Voor zijn werk op cultureel gebied werd hij door de hoofdstad onderscheiden met de Zilveren penning van de Stad Amsterdam, voor zijn verzetswerk vernoemde dezelfde stad in 2013 brug 234 naar hem. Hij was ook aanwezig toen in 2008 de eerste paal de grond in ging voor het nieuwe theater dat op de plaats van het Nieuwe de la Mar is gebouwd.